# Lukáš Daněk
Lukáš Daněk (19 settembre 1997) è un combinatista nordico ceco.

## Biografia
Attivo in gare FIS dal settembre del 2009, Daněk ha esordito in Coppa del Mondo il 5 marzo 2016 a Schonach im Schwarzwald (43º), ai Campionati mondiali a Lahti 2017, dove si è classificato 50º nel trampolino normale e 49º nel trampolino lungo, e ai Giochi olimpici invernali a Pyeongchang 2018, piazzandosi 46º nel trampolino lungo e 7º nella gara a squadre. Ai Mondiali di Seefeld in Tirol 2019 è stato 35º nel trampolino normale, 39º nel trampolino lungo e 9º nella gara a squadre dal trampolino normale, mentre a quelli di Oberstdorf 2021 si è classificato 36º nel trampolino lungo e 8º nella gara a squadre. L'anno dopo ai XXIV Giochi olimpici invernali di Pechino 2022 si è piazzato 21º nel trampolino normale, 30º nel trampolino lungo e 7º nella gara a squadre.

## Palmarès

### Coppa del Mondo
- Miglior piazzamento in classifica generale: 45º nel 2018